# Richtlijn kortetermijn uitzendingen
De Richtlijn kortetermijn uitzendingen is een richtlijn die bedoeld is voor het in goede banen leiden van kortlopende uitzendingen in het kader van zending en/of ontwikkelingssamenwerking. De richtlijn is opgesteld door de Evangelische Zendingsalliantie in het najaar van 2008. In de jaren ervoor heeft een aantal ernstige veiligheidsincidenten plaatsgevonden tijdens werkvakanties, waardoor bij diverse organisaties de behoefte was ontstaan de veiligheid van de uitgezonden mensen, waaronder vaak minderjarigen, beter te waarborgen.

## Inhoud
De richtlijn behandelt de volgende facetten:
1. Doelstellingen: Deze zijn voor alle partijen helder en goed doordacht.
2. Werving en voorlichting: (Potentiële) deelnemers en hun thuisfront worden helder en volledig voorgelicht.
3. Screening en plaatsing: De procedures hiervoor zijn helder en de toepassing wordt goed onderbouwd.
4. Voorbereiding en oriëntatie: De organisatie zorgt ervoor dat deelnemers voldoende voorbereid op reis gaan.
5. Taakomschrijving en begeleiding: Het is voor alle betrokkene duidelijk wie welke taken heeft en hoe de deelnemers worden begeleid.
6. Veiligheid en calamiteiten: De veiligheidsrisico's zijn bekend en er zijn duidelijke afspraken over de te volgen procedures in geval van calamiteiten.
7. Financiën: Voor alle betrokkenen is duidelijk wie voor hoeveel financiën verantwoordelijk is en hoe het geld wordt besteed.
8. Thuisfront: Duidelijk is wat de rol is van het thuisfront en hoe dit wordt geïnformeerd over het verloop van de uitzending.
9. Debriefing, evaluatie en nazorg: Er is een procedure voor evalutie met alle partijen en er wordt zorg voor gedragen dat deelnemers zo nodig de juiste nazorg krijgen.

## Onderschrijvers
De Richtlijn kortetermijn uitzendingen wordt onderschreven door de (Nederlandse afdeling van de) volgende organisaties:
- Interserve
- New Tribes Mission
- OMF
- Operatie Mobilisatie
- Seibo Werkgroep
- De Wittenberg
- World Servants